# Gran Premio del Brasile 1982
Il Gran Premio del Brasile 1982 è stata la seconda prova della stagione 1982 del Campionato mondiale di Formula 1. Si è corsa domenica 21 marzo 1982 sul Circuito di Jacarepaguá. La gara è stata vinta dal francese Alain Prost su Renault; per il vincitore si trattò del quinto successo nel mondiale. Ha preceduto sul traguardo i britannici John Watson su McLaren-Ford Cosworth e Nigel Mansell su Lotus-Ford Cosworth.
Nelson Piquet (su Brabham-Ford Cosworth) e Keke Rosberg (su Williams-Ford Cosworth), giunti sul traguardo rispettivamente primo e secondo, vennero successivamente squalificati per vettura irregolare.
Si è trattato dell'ultimo Gran Premio della carriera per il pilota argentino Carlos Reutemann, che aveva già annunciato il suo ritiro alla fine della stagione 1981, salvo ripensarci all'inizio della stagione 1982.

## Vigilia

### Sviluppi futuri
Bernie Ecclestone, capo della Formula One Constructors Association, propose la creazione di un campionato con vetture di Formula 1, da tenersi esclusivamente negli Stati Uniti d'America, composto da 6-7 gare.
Al sabato prima della gara Jean-Marie Balestre, presidente della FISA, presentò un suo progetto per migliorare i rapporti coi piloti: propose di assegnare loro due voti nella Commissione F1, di revisionare il regolamento della Superlicenza, di invitare i conduttori a partecipare alle proposte di revisione dei regolamenti e di costituire una commissione di piloti in seno alla Federazione. Balestre fece anche alcune proposte di modifica del regolamento tecnico della F1: ritorno delle sospensioni, riduzione della velocità nelle curve della potenza dei motori, diminuzione della larghezza degli pneumatici, nuova aerodinamica, rinforzo della struttura degli abitacoli e riduzione dei costi.

### Aspetti tecnici
La Brabham abbandonò, temporaneamente, l'utilizzo di motori BMW turbo, e tornò al tradizionale Ford Cosworth DFV. La casa britannica impiegò quale vettura, in luogo della BT50, usata nel precedente GP del Sudafrica, la BT49D, versione aggiornata della BT49C utilizzata nel 1981. La BT50 venne considerata inadatta a ospitare il motore turbo sia per l'inadeguatezza del telaio sia dell'impianto frenante. La Lotus portò all'esordio il modello 91, mentre l'Ensign fece debuttare la N181. Anche l'Alfa Romeo fece esordire una nuova monoposto, la 182: costruita con un telaio in fibra di carbonio prodotto in Inghilterra, era spinta da un motore V12 aspirato. La casa milanese sperava però di poter montarvi, entro la fine della stagione, un motore turbo. Infine la Theodore Racing mise in pista, per la prima volta, la TY02.

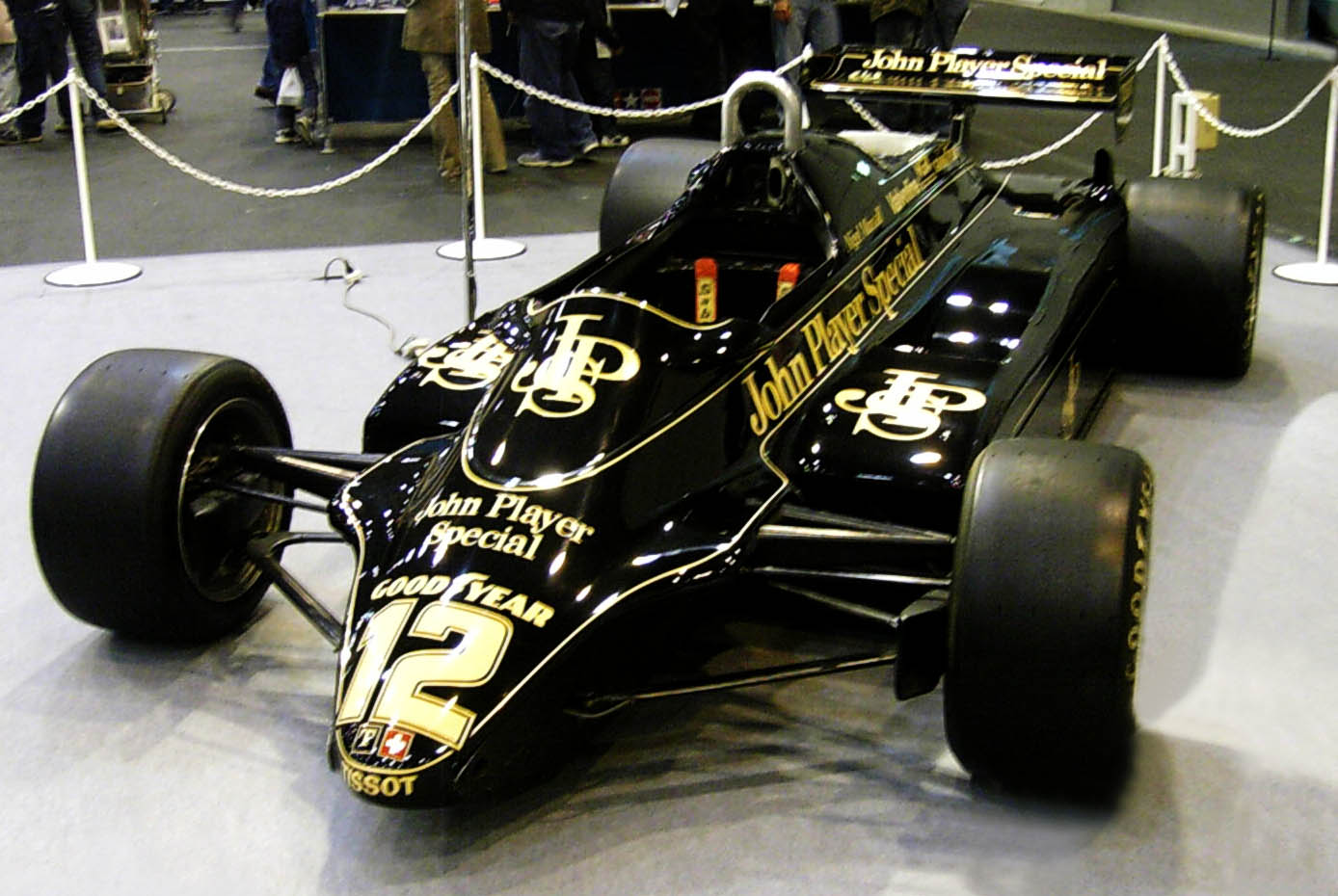
La Lotus fece esordire il modello 91.

Molti piloti, tra cui Carlos Reutemann e Gilles Villeneuve si lamentarono per le condizioni della pista di Jacarepaguà. Ciò che preoccupava i piloti erano soprattutto le ondulazioni dell'asfalto, che producevano vibrazioni pericolose per le sospensioni delle vetture.
A seguito delle polemiche sul peso delle vetture, che aveva portato a una reprimenda nei confronti della Williams al termine del GP del Sudafrica, la Ferrari annunciò la sua volontà di sporgere reclamo contro quelle monoposto che avessero utilizzato meccanismi non consentiti dal regolamento per risultare all'interno del peso minimo.

### Aspetti sportivi
Al termine del gran premio del Sudafrica, i commissari sportivi convocarono tutti i piloti per informarli che erano state sospese le loro licenze internazionali, compresa la superlicenza, necessaria per la F1, che era stata sospesa su decisione diretta di Jean-Marie Balestre, presidente della FISA. I soli quattro piloti ai quali la licenza non era stata sospesa erano Teo Fabi, Jochen Mass, Brian Henton e Marc Surer. Ciò a causa dello sciopero scatenato durante il fine settimana dai piloti stessi, in protesta contro le nuove norme sulla Superlicenza.
La questione mise in dubbio la prosecuzione del campionato, tanto che il 4 febbraio l'ACA (Automobile Club d'Argentina), annunciò la sua volontà di sospendere il proprio gran premio, seconda prova stagionale fissata per il 7 marzo, stante l'incertezza in merito alla vicenda delle squalifiche dei piloti. L'ACA si riservò comunque di stabilire in seguito una nuova data. La situazione incerta metteva in dubbio anche la terza prova del mondiale, il Gran Premio del Brasile. Pochi giorni dopo venne l'annuncio ufficiale della cancellazione del Gran Premio d'Argentina per addotte motivazioni economiche, ma sul quale pendeva sempre l'incertezza della situazione del campionato.
Il 20 febbraio il Tribunale d'Appello dell'Automobile Club del Sudafrica accolse il ricorso di Renault, Ferrari e Alfa Romeo, contro la sospensione delle licenze internazionali dei piloti, decise dalla FISA dopo la gara. Il 6 marzo, infine, il Tribunale d'Appello della FIA, riunito a Parigi, ridusse le multe a la sospensione condizionale dei piloti; il tribunale accolse le richieste d'appello dei piloti contro le sospensione delle superlicenze, tranne che per Carlos Reutemann e Chico Serra, in assenza di una richiesta in tal senso da parte delle rispettive federazioni argentina e brasiliana. Il tribunale, però, criticò la forma di protesta adottata dai piloti. Reutemann e Serra parteciparono poi regolarmente alla gara.
La partecipazione dei piloti alla gara venne però confermata solo dopo una riunione della PRDA (l'associazione che riuniva i piloti professionisti) il 18 marzo. In seno all'associazione si levarono però delle critiche per il livello troppo alto dello scontro con federazione internazionale e scuderie, soprattutto da parte di Elio De Angelis e Riccardo Patrese.
Nel corso del fine settimana del gran premio vi fu un accordo tra la Federazione Internazionale Sport Automobilistico e l'Associazione dei piloti. Questi ultimi ottennero una loro rappresentanza nel procedimento di emissione delle Superlicenze, tramite la creazione di una Commissione all'interno della FISA. Il presidente di quest'ultima, Jean-Marie Balestre, annunciò inoltre la sua volontà di portare all'attenzione della Federazione Internazionale dell'Automobile, da cui la FISA stessa dipendeva, alcune modifiche sul regolamento tecnico delle monoposto, al fine di renderle più sicure. Tali proposte si sarebbero discusse a Caracas in aprile. In caso di loro cassazione Balestre si sarebbe dimesso dalla sua carica.
Alle qualifiche partecipò anche Roberto Guerrero con l'Ensign, dopo che nella gara del Sudafrica il suo mancato utilizzo era stato dovuto a una controversia legale fra la scuderia e il team di Formula 2 Maurer.
Nelle prove libere della settimana precedente alla gara il più rapido fu Nelson Piquet su Brabham-Ford Cosworth, che fece segnare 1'29"96, precedendo le due Renault dotate di motore turbo.
Essendo 31 i piloti iscritti alla gara, ed essendo 30 il numero massimo di vetture che potevano partecipare alle qualifiche, fu necessario prevedere un turno di prequalifiche, da svolgersi al venerdì mattina. A tale sessione avrebbero partecipato le due Toleman, le due Osella e la March di Raul Boesel. Sarebbe stata esclusa, dalle qualifiche, la vettura più lenta.

## Prequalifiche

### Resoconto
L'unico a non prequalificarsi fu Riccardo Paletti dell'Osella.

### Risultati
Nella sessione di prequalifica si è avuta questa situazione:
| Pos | Nº | Pilota             | Costruttore          | Tempo    | Status |
| --- | -- | ------------------ | -------------------- | -------- | ------ |
|     | 18 | Raul Boesel        | March-Ford Cosworth  |          | PQ     |
|     | 31 | Jean-Pierre Jarier | Osella-Ford Cosworth |          | PQ     |
|     | 35 | Derek Warwick      | Toleman-Hart         |          | PQ     |
|     | 36 | Teo Fabi           | Toleman-Hart         |          | PQ     |
| NPQ | 32 | Riccardo Paletti   | Osella-Ford Cosworth | 1'36"172 | NPQ    |

## Qualifiche

### Resoconto
La prima giornata di prove iniziò con due ore di ritardo in quanto i dispositivi per la sicurezza sulla pista non erano stati ancora verificati dai commissari della FISA, ciò a seguito anche di una richiesta in tal senso da parte dei piloti.
La Renault confermò la sua forza, con Alain Prost primo in 1'28"80. Il francese veniva seguito da Keke Rosberg su Williams, staccato di oltre un secondo. L'altra Renault, quella di René Arnoux era terza. Vi fu paura per un incendio divampato sull'Alfa Romeo di Bruno Giacomelli mentre questa passava il rettilineo dei box: il pilota bresciano fu costretto ad accostare. Il fuoco fu dovuto a una rottura dell'impianto del carburante. Roberto Guerrero, dell'Ensing, non fece segnare nessun tempo valido per lo schieramento.
Al sabato nessun fu capace di migliorare il crono di Prost, che così conquistò la terza pole position della carriera nel mondiale. Migliorò sensibilmente Gilles Villeneuve che conquistò la prima fila, facendo retrocedere in seconda Rosberg. La seconda fila venne poi completata da René Arnoux. Terza fila per Niki Lauda e Carlos Reutemann.

### Risultati
I risultati delle qualifiche furono i seguenti:
| Pos                     | Nº | Pilota             | Costruttore              | Tempo    | Griglia |
| ----------------------- | -- | ------------------ | ------------------------ | -------- | ------- |
| 1                       | 15 | Alain Prost        | Renault                  | 1'28"808 | 1       |
| 2                       | 27 | Gilles Villeneuve  | Ferrari                  | 1'29"173 | 2       |
| 3                       | 6  | Keke Rosberg       | Williams-Ford Cosworth   | 1'29"358 | 3       |
| 4                       | 16 | René Arnoux        | Renault                  | 1'30"121 | 4       |
| 5                       | 8  | Niki Lauda         | McLaren-Ford Cosworth    | 1'30"152 | 5       |
| 6                       | 5  | Carlos Reutemann   | Williams-Ford Cosworth   | 1'30"183 | 6       |
| 7                       | 1  | Nelson Piquet      | Brabham-Ford Cosworth    | 1'30"281 | 7       |
| 8                       | 28 | Didier Pironi      | Ferrari                  | 1'30"655 | 8       |
| 9                       | 2  | Riccardo Patrese   | Brabham-Ford Cosworth    | 1'30"967 | 9       |
| 10                      | 22 | Andrea De Cesaris  | Alfa Romeo               | 1'31"229 | 10      |
| 11                      | 11 | Elio De Angelis    | Lotus-Ford Cosworth      | 1'31"790 | 11      |
| 12                      | 7  | John Watson        | McLaren-Ford Cosworth    | 1'31"986 | 12      |
| 13                      | 3  | Michele Alboreto   | Tyrrell-Ford Cosworth    | 1'31"991 | 13      |
| 14                      | 12 | Nigel Mansell      | Lotus-Ford Cosworth      | 1'32"228 | 14      |
| 15                      | 9  | Manfred Winkelhock | ATS-Ford Cosworth        | 1'32"524 | 15      |
| 16                      | 23 | Bruno Giacomelli   | Alfa Romeo               | 1'32"769 | 16      |
| 17                      | 18 | Raul Boesel        | March-Ford Cosworth      | 1'34"050 | 17      |
| 18                      | 10 | Eliseo Salazar     | ATS-Ford Cosworth        | 1'34"262 | 18      |
| 19                      | 30 | Mauro Baldi        | Arrows-Ford Cosworth     | 1'34"380 | 19      |
| 20                      | 33 | Derek Daly         | Theodore-Ford Cosworth   | 1'34"413 | 20      |
| 21                      | 4  | Slim Borgudd       | Tyrrell-Ford Cosworth    | 1'35"020 | 21      |
| 22                      | 17 | Jochen Mass        | March-Ford Cosworth      | 1'35"039 | 22      |
| 23                      | 31 | Jean-Pierre Jarier | Osella-Ford Cosworth     | 1'35"081 | 23      |
| 24                      | 26 | Jacques Laffite    | Ligier-Matra             | 1'35"084 | 24      |
| 25                      | 20 | Chico Serra        | Fittipaldi-Ford Cosworth | 1'35"246 | 25      |
| 26                      | 25 | Eddie Cheever      | Ligier-Matra             | 1'35"288 | 26      |
| Vetture non qualificate |    |                    |                          |          |         |
| NQ                      | 36 | Teo Fabi           | Toleman-Hart             | 1'35"326 | NQ      |
| NQ                      | 29 | Brian Henton       | Arrows-Ford Cosworth     | 1'35"748 | NQ      |
| NQ                      | 35 | Derek Warwick      | Toleman-Hart             | 1'36"014 | NQ      |
| NQ                      | 14 | Roberto Guerrero   | Ensign-Ford Cosworth     | 1'36"730 | NQ      |

## Gara

### Resoconto
La gara si disputò con un grande caldo, condizione che rese difficile per i piloti giungere al traguardo. Gilles Villeneuve prese il comando, davanti a René Arnoux e Keke Rosberg; il poleman Alain Prost era quarto. Rosberg passò Arnoux nel corso del primo giro, e tentò anche di superare Villeneuve: uscì però dalla pista e venne a sua volta ripassato dalle due Renault.
Rosberg perse altre posizioni nei giri seguenti, cedendo alle due Brabham di Riccardo Patrese e Nelson Piquet. La rimonta della vetture di Bernie Ecclestone proseguì al sesto giro quando entrambe passarono Prost, autore di un errore di guida. Al nono giro Piquet passò il compagno di scuderia Patrese, ritrovandosi al terzo posto, dietro a Villeneuve e Arnoux.
All'undicesimo passaggio Keke Rosberg riprese la quinta posizione a Prost. Nel frattempo Piquet tentava, senza successo, di passare Arnoux. Ciò portò alla creazione di un trenino di vetture dietro al francese, composto, oltre che da Piquet, anche da Patrese, Rosberg, Prost, Reutemann e le due McLaren.
Al giro 17 la svolta: Piquet passò Arnoux, che poco dopo venne passato anche da Rosberg, che a sua volta aveva già sorpassato Patrese. Le due Renault erano in crisi: Arnoux perse una posizione a favore anche di Patrese, e più dietro, Prost venne passato da Niki Lauda. Un giro e Lauda fu ripassato da Prost, che passò anche Arnoux. Si fece avanti John Watson, che passò sia Lauda che Arnoux. Ora la gara vedeva al comando sempre Villeneuve, seguito da Nelson Piquet, Keke Rosberg, Riccardo Patrese, Alain Prost, John Watson, René Arnoux e Niki Lauda.
Al ventiduesimo giro vi fu un incidente tra Arnoux, Lauda e Reutemann, che costrinse tutti e tre al ritiro. Cinque giri dopo, Rosberg passò Piquet alla Molykote, ponendosi al secondo posto. Dopo soli due giri il brasiliano riprese la posizione. Al giro 30 Piquet attaccò il leader della corsa Villeneuve: il canadese sbagliò la manovra di difesa e finì sull'erba all'esterno della pista, ritirandosi. Dopo gli stravolgimenti di questa parte di gara la classifica era guidata da Nelson Piquet, davanti a Keke Rosberg e Riccardo Patrese; entrò in zona punti Nigel Mansell, sesto, seguito da Manfred Winkelhock e Didier Pironi.
Al trentatreesimo giro Patrese fu costretto a ritirarsi per problemi fisici, dovuti al grande caldo della giornata. Al giro 46 Michele Alboreto entrò in zona punti, passando Winkelhock.
La classifica non mutò più fino al termine. Nelson Piquet vinse, precedendo Rosberg e Prost. Alboreto conquistò così i suoi primi punti iridati. Sul podio, per il grande caldo, Piquet svenne. I risultati della gara vennero però stravolti dalle decisioni della FIA, che squalificò i primi due arrivati.

### Risultati
I risultati del gran premio furono i seguenti:
| Pos | No | Pilota             | Team                     | Giri | Tempo/Ritiro                                        | Pos.Griglia | Punti |
| --- | -- | ------------------ | ------------------------ | ---- | --------------------------------------------------- | ----------- | ----- |
| 1   | 15 | Alain Prost        | Renault                  | 63   | 1h44'33"134                                         | 1           | 9     |
| 2   | 7  | John Watson        | McLaren-Ford Cosworth    | 63   | + 2"990                                             | 12          | 6     |
| 3   | 12 | Nigel Mansell      | Lotus-Ford Cosworth      | 63   | + 36"859                                            | 14          | 4     |
| 4   | 3  | Michele Alboreto   | Tyrrell-Ford Cosworth    | 63   | + 50"761                                            | 13          | 3     |
| 5   | 9  | Manfred Winkelhock | ATS-Ford Cosworth        | 62   | + 1 giro                                            | 15          | 2     |
| 6   | 28 | Didier Pironi      | Ferrari                  | 62   | + 1 giro                                            | 8           | 1     |
| 7   | 4  | Slim Borgudd       | Tyrrell-Ford Cosworth    | 61   | + 2 giri                                            | 21          |       |
| 8   | 17 | Jochen Mass        | March-Ford Cosworth      | 61   | + 2 giri                                            | 22          |       |
| 9   | 31 | Jean-Pierre Jarier | Osella-Ford Cosworth     | 60   | + 3 giri                                            | 23          |       |
| 10  | 30 | Mauro Baldi        | Arrows-Ford Cosworth     | 57   | + 6 giri                                            | 19          |       |
| SQ  | 1  | Nelson Piquet      | Brabham-Ford Cosworth    | 63   | Squalificato                                        | 7           |       |
| SQ  | 6  | Keke Rosberg       | Williams-Ford Cosworth   | 63   | Squalificato                                        | 3           |       |
| Rit | 10 | Eliseo Salazar     | ATS-Ford Cosworth        | 38   | Motore                                              | 18          |       |
| Rit | 20 | Chico Serra        | Fittipaldi-Ford Cosworth | 36   | Sospensioni                                         | 25          |       |
| Rit | 2  | Riccardo Patrese   | Brabham-Ford Cosworth    | 34   | Problemi fisici                                     | 9           |       |
| Rit | 27 | Gilles Villeneuve  | Ferrari                  | 29   | Testacoda                                           | 2           |       |
| Rit | 8  | Niki Lauda         | McLaren-Ford Cosworth    | 22   | Collisione con E.De Angelis, C.Reutemann e R.Arnoux | 5           |       |
| Rit | 16 | René Arnoux        | Renault                  | 21   | Collisione con E.De Angelis, C.Reutemann e N.Lauda  | 4           |       |
| Rit | 5  | Carlos Reutemann   | Williams-Ford Cosworth   | 21   | Collisione con E.De Angelis, R.Arnoux e N.Lauda     | 6           |       |
| Rit | 11 | Elio De Angelis    | Lotus-Ford Cosworth      | 21   | Collisione con C.Reutemann, R.Arnoux e N.Lauda      | 11          |       |
| Rit | 25 | Eddie Cheever      | Ligier-Matra             | 19   | Pompa dell'acqua                                    | 26          |       |
| Rit | 23 | Bruno Giacomelli   | Alfa Romeo               | 16   | Frizione                                            | 16          |       |
| Rit | 26 | Jacques Laffite    | Ligier-Matra             | 15   | Telaio                                              | 24          |       |
| Rit | 22 | Andrea De Cesaris  | Alfa Romeo               | 14   | Telaio                                              | 10          |       |
| Rit | 33 | Derek Daly         | Theodore-Ford Cosworth   | 12   | Testacoda                                           | 20          |       |
| Rit | 18 | Raul Boesel        | March-Ford Cosworth      | 11   | Testacoda                                           | 17          |       |
| NQ  | 36 | Teo Fabi           | Toleman-Hart             |      |                                                     |             |       |
| NQ  | 29 | Brian Henton       | Arrows-Ford Cosworth     |      |                                                     |             |       |
| NQ  | 35 | Derek Warwick      | Toleman-Hart             |      |                                                     |             |       |
| NQ  | 14 | Roberto Guerrero   | Ensign-Ford Cosworth     |      |                                                     |             |       |
| NPQ | 32 | Riccardo Paletti   | Osella-Ford Cosworth     |      |                                                     |             |       |

## Classifiche

### Piloti
| Pos. | Pilota             | Punti |
| ---- | ------------------ | ----- |
| 1    | Alain Prost        | 18    |
| 2    | John Watson        | 7     |
| 3    | Carlos Reutemann   | 6     |
| 4    | René Arnoux        | 4     |
| =    | Nigel Mansell      | 4     |
| 6    | Niki Lauda         | 3     |
| =    | Michele Alboreto   | 3     |
| 8    | Keke Rosberg       | 2     |
| =    | Manfred Winkelhock | 2     |
| 10   | Didier Pironi      | 1     |

### Costruttori
| Pos. | Team                   | Punti |
| ---- | ---------------------- | ----- |
| 1    | Renault                | 22    |
| 2    | McLaren-Ford Cosworth  | 10    |
| 3    | Williams-Ford Cosworth | 8     |
| 4    | Lotus-Ford Cosworth    | 4     |
| 5    | Tyrrell-Ford Cosworth  | 3     |
| 6    | ATS-Ford Cosworth      | 2     |
| 7    | Ferrari                | 1     |

## Decisioni della giuria
Al termine della gara la Ferrari e la Renault inviarono un reclamo in merito alla regolarità tecnica di Brabham e Williams, le cui vetture aveva conquistato, rispettivamente, il primo posto con Nelson Piquet e il secondo con Keke Rosberg.
Questi team, al termine della gara, effettuavano un rabbocco di acqua in serbatoi predisposti per il raffreddamento dei freni; per Ferrari e Renault l'impiego di questi serbatoi era fittizio, e il loro riempimento al termine della gara serviva solo a far rientrare le vetture all'interno del peso minimo del regolamento, ciò che però avveniva a vetture ferme e dopo la fine della corsa. I commissari respinsero il ricorso, ma le due scuderie proponenti annunciarono la loro volontà di adire alla Confederazione Brasiliana dell'Automobilismo e, nel caso di ulteriore rigetto, anche alla FIA.
Il 20 aprile il Tribunale della Federazione Internazionale dell'Automobile accolse il ricorso presentato da Ferrari e Renault in merito alla classifica del Gran Premio, squalificando Nelson Piquet e Keke Rosberg, giunti rispettivamente, primo e secondo. La sentenza, inappellabile, ribadì che il peso minimo delle monoposto non poteva scendere sotto i 580 kg, e che i rabbocchi effettuati al termine della gara non potevano essere considerati come regolari. Venne così riscritta la classifica della gara, con la vittoria che venne assegnata a Alain Prost, che in gara, tra l'altro, non aveva condotto per nessun giro. La vittoria senza giri al comando, per il pilota classificatosi primo, era un evento che non si verificava dal Gran Premio d'Italia 1978 con Niki Lauda.